# Mark Boulware
Pour les articles homonymes, voir Boulware.
Mark Maurice Boulware (né à Oklahoma City en 1948) est un diplomate américain en poste principalement en Afrique et en Amérique latine.

## Formation
Il a étudié à l'université Rennes 2 Haute Bretagne en France, et à l'université d'État du Midwest à Wichita Falls, au Texas, où il obtient une licence en 1971 et un master en 1974. Il est diplômé en 1994 de l'U.S. Army War College à Carlisle, en Pennsylvanie.
Il parle anglais, portugais, espagnol, français et indonésien.

## Postes
Mark Boulware a occupé différents postes au cours de sa carrière : 
- Conseiller administratif à Bamako au Mali de 1994 à 1996
- Chef adjoint de mission à Yaoundé au Cameroun de 1996 à 1999
- Chef adjoint de mission à l'ambassade américaine au Salvador de 1999 à 2001
- Consul général à Rio de Janeiro au Brésil de 2001 à juillet 2004
- Ambassadeur des États-Unis en Mauritanie de 2007 à 2010
- Ambassadeur des États-Unis au Tchad de 2010 à 2013[4]
- Conseiller spécial des États-Unis pour la Casamance[5]

## Récompenses
Mark Boulware est récipiendaire de plusieurs titres:
- De la part du département d'État : prix d’honneur supérieur, prix pour haute performance et 3 prix d’honneur de mérite.
- De la part de la NASA, le prix « Silver Snoopy ».
- De la part de la ville de Rio de Janeiro, la médaille de Mérite « Pedro Ernesto ».
- De la part de la marine brésilienne, la médaille de Mérite Tamandaré.